# Коппелоярви
Коппелоярви — пресноводное озеро на территории сельского поселения Алакуртти Кандалакшского района Мурманской области и Кестеньгского сельского поселения Лоухского района Республики Карелии.

## Общие сведения
Площадь озера — 1,6 км². Располагается на высоте 263,0 метров над уровнем моря.
Форма озера продолговатая: оно почти на три километра вытянуто с северо-запада на юго-восток. Берега изрезанные, каменисто-песчаные, преимущественно возвышенные, скалистые.
Из юго-восточной оконечности озера вытекает река Кувжденьга, впадающая в Тумчаозеро, соединяющееся с Сушозером, через которое протекает река Ковда, впадающая, в свою очередь, в Белое море.
По центру озера расположены четыре небольших острова без названия.
Населённые пункты и автодороги вблизи водоёма отсутствуют.
Код объекта в государственном водном реестре — 02020000611102000001266.